# Самуїл (живописець)
Самуї́л (невідомо — після 1769 року) — український живописець XVIII століття.

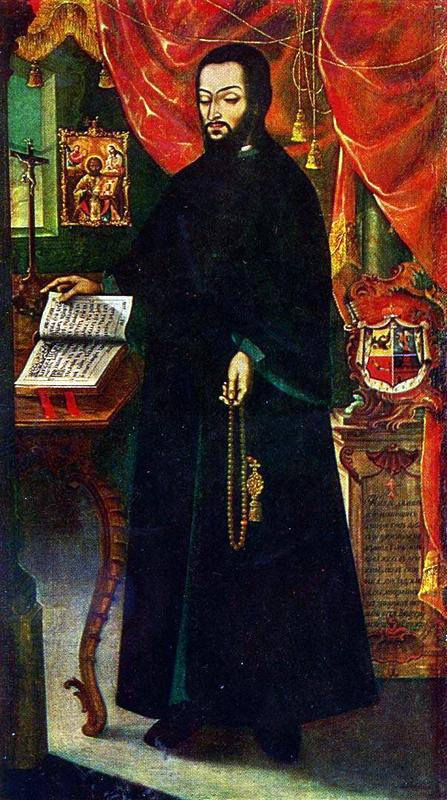
«Портрет князя Д. І. Долгорукого»

Художню діяльність почав у Полтавському Хрестовоздвиженському монастирі, де прийняв чернецтво в кінці 1740-х — на початку 1750-х років. 1762 року переведений до Києва й призначений «малярським начальником» Софійського монастиря.
Зберігся «Портрет князя Д. І. Долгорукого» з підписом автора (1769, Національний художній музей України). Брав участь у розписах Софії Київської.